# Pont-Évêque
Pont-Évêque é uma comuna francesa na região administrativa de Auvérnia-Ródano-Alpes, no departamento de Isère. Estende-se por uma área de 8,76 km². Em 2010 a comuna tinha 5 256 habitantes (densidade: 600 hab./km²).